# Sierzenko
Sierzenko – (dawniej Sierzno Szlacheckie, kaszb. Szlachecczé Serzno, niem. Adelig Zerrin) – przysiółek wsi Sierzno w Polsce, położony w województwie pomorskim, w powiecie bytowskim, w gminie Bytów. na Pojezierzu Bytowskim. Wchodzi w skład sołectwa Sierzno.
W latach 1975–1998 przysiółek administracyjnie należał do województwa słupskiego.